# الانتخابات الرئاسية الفرنسية 2012
أقيمت الانتخابات الرئاسية الفرنسية في 22 أبريل 2012 (وفي 21 أبريل في أقاليم ما وراء البحار)، وجرت الجولة الثانية في 6 مايو لانتخاب رئيس فرنسا.
انتهت الجولة الأولى بانتقال نيكولا ساركوزي وفرانسوا هولاند للجولة الثانية، بعد أن لم يحصل أي منهما على حصة الغالبية في الجولة الأولى. وفاز هولاند في جولة الإعادة متفوقًا بحصوله على 51,6٪ من الأصوات على 48.37٪ لساركوزي.
وعقب هذه الانتخابات الرئاسية جرت الانتخابات التشريعية في يونيو.

## لمحة عن الجمهورية الخامسة
مقال تفصيلي: الجمهورية الفرنسية الخامسة
أسست الجمهورية الخامسة في 4 أكتوبر 1958 بعد الجمهورية الرابعة التي أسست عام 1946.هذا هو النظام الجمهوري الذي يحكم فرنسا اليوم والقائم على دستور 1958.

### قيام الجمهورية الخامسة
عادت السلطة في يد الجنرال شارل ديجول بعد أزمة 13 مايو 1958 والتي زادت بالانقلاب العسكري في الجزائر.
بعد تعيينه كرئيس للمجلس في 1 يونيو 1958, حصل شارل ديجول من البرلمان على تفويض بوضع دستور جديد للبلاد.
في 28 سبتمبر 1958, طرح هذا الدستور للاستفتاء وقد وافق عليه الشعب بنسبة 78,25%  ليصبح دستور 4 أكتوبر 1958 والذي سمى فيما بعد بدستور الجمهورية الخامسة.
أعطت الجمهورية الخامسة المزيد من الصلاحيات لرئيس الجمهورية. قالميشيل ديبرى امام مجلس الأمة «يجب أن يكون رئيس الجمهورية حجر الزاوية لنظامنا البرلمانى».
وجاء استفتاء 1962 ليدخل نظام الاقتراع العام المباشر للانتخابات الرئاسية في الدستور لكى يتمتع بشرعية ديموقراطية كشرعية الجمعية الوطنية.
كانت فترة الحكم حسب الدستور سبع سنوات وتم تعديله عام 2002 لتصبح فترة الحكم خمس سنوات فقط.

### قائمة رؤساء فرنسا خلال الجمهورية الخامسة
1. رينيه كوتى: 4 أكتوبر 1958 - 8 يناير 1959
2. شارل ديجول: 8 يناير 1959 - 28 أبريل 1969. في 21 ديسمبر 1969, كان أول رئيس منتخب في الجمهورية الخامسة وحصل على 78,50% من الأصوات في الاقتراع العام المباشر. وقد حكم لمدة رئاسية أخرى في 19 ديسمبر 1965 بحصوله على 55,20% من الأصوات. وقدم استقالته نتيجة فشل استفتاء 27 أبريل 1969.
3. آلان بوييه: 28 أبريل 1969 - 20 يونيو 1969 : كان رئيسا مؤقتا نتيجة استقالة شارل ديجول.
4. جورج بومبيدو: 15 يونيو 1969 - 2 أبريل 1974 : رئيس منتخب بنسبة 58,21% من الأصوات وقد توفى أثناء حكمه في 2 أبريل 1974.
5. آلان بوييه: 3 أبريل 1974 - 27 مايو 1974 : رئيس مؤقت للمرة الثانية نتيجة لوفاة جورج بومبيدو.
6. فاليرى جيسكارد ديستن: 19 مايو 1974 - 10 مايو 1981 : رئيس منتخب بنسبة 50,81% من الأصوات
7. فرنسوا ميتيران: 21 مايو 1981 - 17 مايو 1995 : حصل على 51,75% من الأصوات في 10 مايو 1981. وتولى حكم البلاد لفترة ثانية بنسبة 54,01% من الأصوات في 8 مايو 1988.
8. جاك شيراك: 17 مايو 1995 - 16 مايو 2007 : رئيس منتخب بنسبة 52,63% من الأصوات. وقد حكم لفترة رئاسية ثانية بعد حصوله على 82% من الأصوات امام جون مارى لوبن في 5 مايو 2002.
9. نيكولا ساركوزى: 16 مايو 2007 - 6 مايو 2012 : رئيس منتخب بنسبة 53,06% من الأصوات امام سيغولين رويال.
10. فرنسوا أولاند: 6 مايو 2012 : رئيس منتخب بنسبة 51.64 % من الأصوات امام نيكولا ساركوزى.

### نسبة الامتناع
نسبة الامتناع باللون الرمادي خلال الدور الأول وباللون الأزرق خلال الدور الثاني خلال الانتخابات الفرنسية في ظل الجمهورية الفرنسية الخامسة

## اللوائح والقوانين
أعلن مجلس الوزراء في 11 مايو 2011 المواعيد للمرحلتين الأولى والثانية لانتخابات الرئاسة. ووضعت الدولة 228 مليون يورو كتكاليف لانتخابات الرئاسة.

### الانتخابات الرئاسية حسب دستور 1958[5]
إن قوانين سير الانتخابات الرئاسية في فرنسا موضحة في المواد 6 و 7 و 58 من الدستور الفرنسي.
- المادة السادسة : “ينتخب رئيس الجمهورية لمدة خمسة سنوات عن طريق الاقتراع العام المباشر.

لا يستطيع أحد الحكم أكثر من فترتين رئاسيتين على التوالى.”
- المادة السابعة : “ينتخب رئيس الجمهورية بالأغلبية المطلقة للأصوات المعبر عنها.

وإذا لم تحصل هذه الأغلبية في الدور الأول من الاقتراع، يجري دور
ثان في اليوم الرابع عشر الموالي. ولا يمكن أن يترشح للدور
الثاني إلا المرشحان الاثنان اللذان حصلا على أكبر عدد من الأصوات
في الدور الأول، وبعد انسحاب المرشحين الأكثر أفضلية في
الأصوات، عند الاقتضاء.
ويبتدئ الاقتراع بناء على استدعاء من الحكومة.
يجري انتخاب الرئيس الجديد في مدة لا تقل عن عشرين يوما ولا
تزيد على خمسة وثلاثين يوما من انتهاء سلطات الرئيس الجارية
ولايته.
في حالة شغور رئاسة الجمهورية، لأي سبب كان، أو حصول مانع
أثبته المجلس الدستوري بناء على إخطار من الحكومة، وفصل فيه
بالأغلبية المطلقة لأعضائه، فإن وظائف رئيس الجمهورية، باستثناء
الوظائف المنصوص عليها في المادتين 11 و12 أدناه، يمارسها
رئيس مجلس الشيوخ مؤقتا، وإذا حصل لرئيس مجلس الشيوخ أيضا
مانع حال دون أدائه هذه الوظائف، فتمارسها الحكومة.
وفي حالة الشغور أو عندما يصرح المجلس الدستوري بأن المانع
نهائي، يجري الاقتراع لانتخاب رئيس جديد في مدة لا تقل عن
عشرين يوما ولا تزيد على خمسة وثلاثين يوما من بداية الشغور أو
من التصريح بطابع المانع النهائي، ما عدا في حالة القوة القاهرة
التي يثبتها المجلس الدستوري.
وإذا حصل في الأيام السبعة التي تسبق آخر أجل لإيداع تقديم
الترشيحات أن توفي أحد الأشخاص الذي كان قد أعلن في غضون
الثلاثين يوما التي سبقت هذا التاريخ، قراره علنا في الترشح، أو
حصل له مانع، فإنه يمكن المجلس الدستوري أن يؤجل الانتخاب.
وإذا توفي أحد المرشحين، قبل الدور الأول، أو حصل له مانع، فإن
المجلس الدستوري يعلن تأجيل الانتخاب.
وفي حالة الوفاة أو حصول المانع لأحد المرشحين الاثنين الأكثر
أفضلية في الدور الأول قبل أي انسحاب محتمل، يصرح المجلس
الدستوري بوجوب إجراء مجموع العمليات الانتخابية من جديد،
والحال كذلك في حالة وفاة أحد المرشحين المتواجدين في الدور
الثاني، أو حصول مانع له.
ويخطر المجلس الدستوري بذلك في جميع الأحوال، وفق الشروط
المحددة في الفقرة الثانية من المادة 61 أدناه، أو وفق الشروط
التي يحددها القانون العضوي المنصوص عليه في المادة 6 أعلاه
فيما يخص تقديم مرشح.
ويمكن المجلس الدستوري أن يمدد الآجال المنصوص عليها في
الفقرتين الثالثة والخامسة، على ألا يجري الاقتراع في مدة تفوق
خمسة وثلاثين يوما بعد قرار المجلس الدستوري. وإذا ترتب على
تطبيق أحكام هذه الفقرة تأجيل الانتخاب إلى ما بعد انتهاء الرئيس
الجارية ولايته من ممارسة صلاحياته، فإن هذا الأخير يبقى في
وظيفته حتى إعلان من يخلفه.
لا يمكن تطبيق المادتين 49 و50 ولا المادة 89 من الدستور أثناء
شغور رئاسة الجمهورية أو أثناء الفترة الممتدة بين التصريح
بالطابع النهائي للمانع الحاصل لرئيس الجمهورية وانتخاب خلفه.”
- المادة الثامنة والخمسون : “يسهر المجلس الدستوري على صحـة انتخاب رئيس الجمهورية.

وينظر في الطعون، ويعلن نتائج الاقتراع.”

### شروط الانتخاب

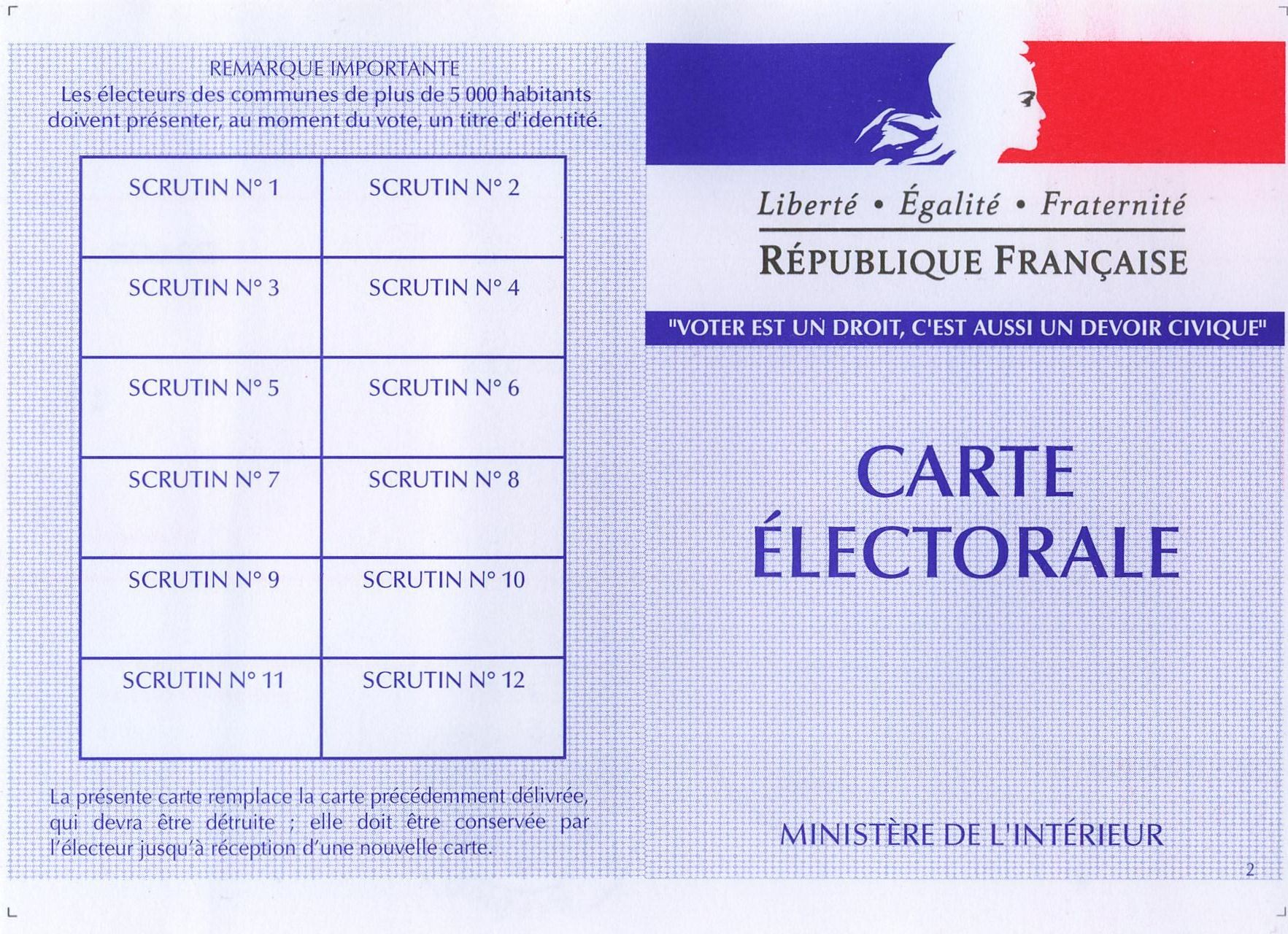
وجه البطاقة الانتخابية

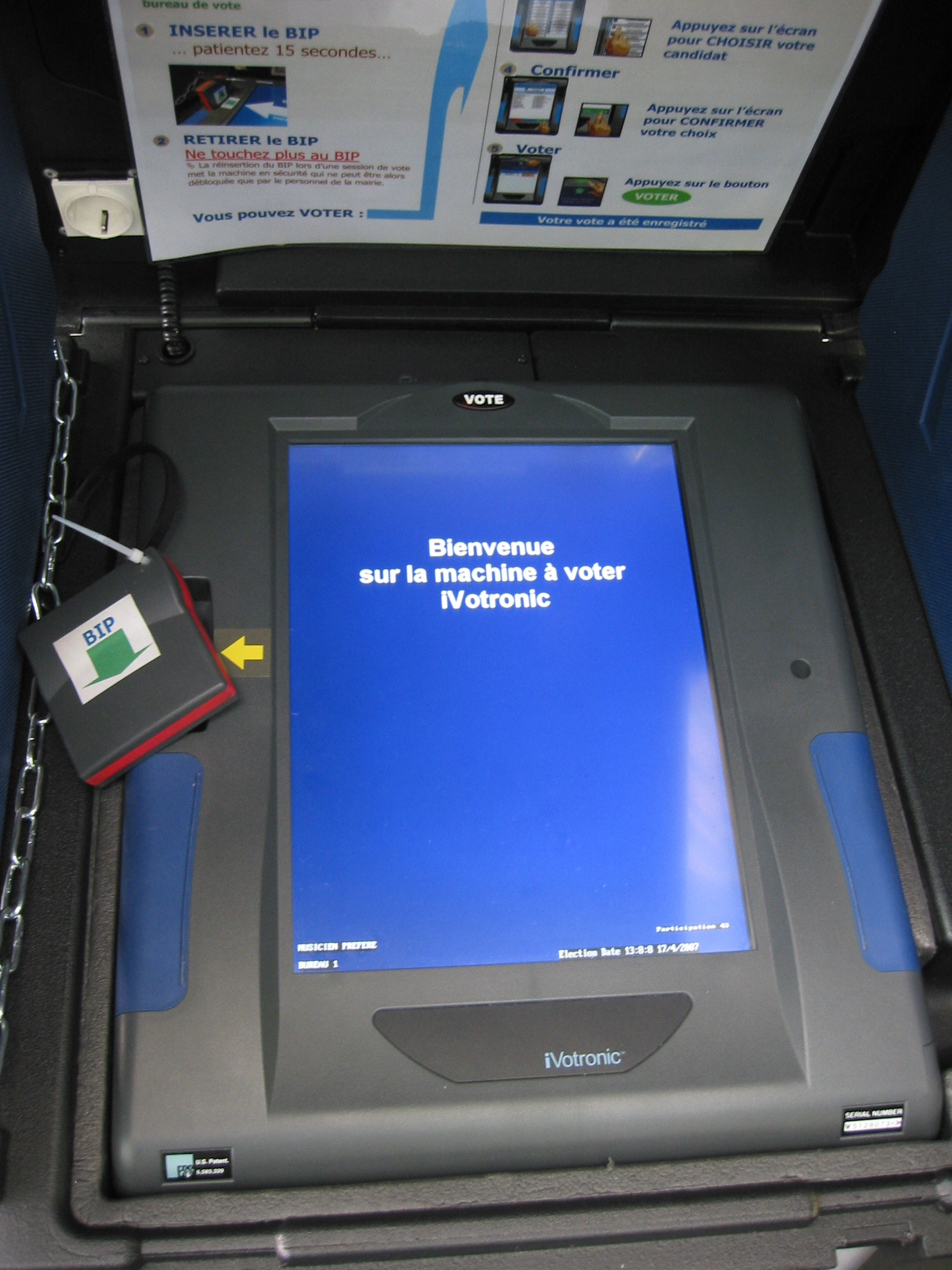
آلة تصويت إلكتروني

يحق التصويت في الانتخابات الرئاسية الفرنسية لكل شخص:
- يكون عمره 18 سنة أو أكثر يوم الانتخابات. يستطيع شخصا ما لم يتجاوز عمره 18 عاما خلال الدور الأول أن يصوت خلال الدور الثاني إن بلغ عمره 18 يوم الجولة الثانية أو قبلها
- يكون حاملا للجنسية الفرنسية
- يتمتع بحقوقه المدنية والسياسية
- يكون اسمه موجودا على القوائم الانتخابية

### التحكم في الأهلية
يتدخل كل من المجلس الدستورى والهيئة الوطنية لحسابات الحملة والتمويلات السياسية في إدارة الانتخابات: استلام الملفات، نشر قائمة المرشحين في الجريدة الرسمية للجمهورية الفرنسية، مراقبة انتظام العملية الانتخابية، إعلان النتائج.

### شروط الترشح لسباق الرئاسة
يحق لكل مواطن فرنسي التقدم لانتخابات الرئاسة في الحالات الآتية:
- أن يحمل الجنسية الفرنسية
- غير ممنوع من ممارسة حقوقه المدنية
- يكون عمره 18 سنة على الاقل
- ان يكون مقيد في القوائم الانتخابية
- حاصل على 500 توقيع على الاقل
- يقوم بإعلان الذمة المالية الخاصة به
- يمتلك حساب بنكى للحملة

#### حملة جمع ال500 توقيع
أعطى المجلس الدستورى للمرشحون المعلنون في انتخابات الرئاسة فترة ليستطيعوا جمع ال 500 توقيع حتى يوم الجمعة 16 مارس 2012. طبقا لقانون 6 نوفمبر 1962 ، “يجب تقديم التوقيعات للمجلس الدستورى في موعد اقصاه الجمعة السادسة التي تسبق المرحلة الأولى من الانتخابات في السادسة مساء”.
يستلم ال42000 شخص المخولين بإعطاء التوقيعات للمرشحون استمارة لاختيار مرشح وإعطاءه التوقيع وإرسالها مباشرة للمجلس الدستورى دون الرجوع للمرشح المختار. في الغالب، يقوم المرشحون أنفسهم بتوصيل التوقيعات للمجلس الدستورى.
بعد تأكد المجلس الدستورى من صحة التوقيعات، تنشر القائمة النهائية للمرشحون في الجريدة الرسمية للجمهورية الفرنسية ليوم الثلاثاء الموافق 20 مارس 2012، ويكون ترتيب المرشحون في هذه القائمة عشوائيا ويؤخذ به حتى نهاية الحملة الرسمية.

##### توقيعات المرشحين
- الأربعاء 7 مارس 2012 : أعلنت ناتالى ارتو حصولها على 521 توقيع.[9]
- الخميس 8 مارس 2012 : أعلن جاك شيميناد حصوله على 538 توقيع.[10]
- الأربعاء 14 مارس 2012: أعلن نيكولا ديبون اينون حصوله على 708 توقيع.[11]
- الخميس 15 مارس 2012 : أعلنت ايفا جولى حصولها على 639 توقيع.[12]
- الجمعة 16 مارس 2012 : أعلن فيليب بوتو حصوله على 572 توقيع كما أعلن جون لوك ميلونشون حصوله على 1100 توقيع.[13]
- كما أعلنت مارين لو بن في ندوة لها حصولها على التوقيعات الكافية التي تمكنها من دخول السباق الرئاسى.[14]
- 19 مارس 2012 : نشر المجلس الدستورى قائمة العشر مرشحين الحاصلين على ال500 توقيع.
- 31 مارس 2012 : نشرت الجريدة الرسمية 500 توقيع لكل مرشح بأسماء الأشخاص الذين أعطوا أصواتهم للمرشحون.[15]

#### الأشخاص المخول لهم إعطاء التوقيعات
- أعضاء مجلس الشعب ومجلس الشيوخ.
- عمداء المدن
- الأعضاء المنتخبين لمجلس الفرنسيين في الخارج
- رؤساء الهيئات التشريعية للمجتمعات العمرانية والمجتمعات التكتلية والمجتمعات العمومية.
- المستشارين العموميين
- المستشارين الإقليميين
- الأعضاء المنتخبون من مجلس كورسيكا ومجلس بولينيزيا الفرنسية ومجالس مقاطعة كاليدونيا الجديدة والمجلس الإقليمى لواليس وفوتونا.
- رئيس بولينيزيا الفرنسية ورئيس حكومة كاليدونبا الجديدة.
- أعضاء البرلمان الاوروبى المنتخبين في فرنسا.

يشترط أن تكون التوقيعات من 30 مؤسسة مختلفة على الأقل ودون أن يكون لمؤسسة واحدة أكثر من عشرة توقيعات.
يشترط على كل ناخب ألا يعطى إلا توقيعا واحدا لأحد المرشحون فقط.

### الحملة الانتخابية الرسمية
الحملة الرسمية تبدأ في اليوم التالي لإعلان أسماء المرشحون وتمتد لمدة خمسة أسابيع.بدأت الحملة الرسمية يوم الثلاثاء الموافق 20 مارس 2012. لكل مرشح وقت محدد في اللقائات التليفيزيونية والراديو حتى التاسع من أبريل 2012. من 9 أبريل حتى 20 أبريل 2012, يعامل جميع المرشحون بالمساواة (في وقت الحديث وعدد الساعات) في اللقائات التليفيزيونية والراديو ويمكن أيضا بث إعلانات الحملات لتسليط الضوء على المرشحون. كانت بداية الحملة الرسمية مضطربة بسبب حادث تولوز ومونتوبان. فقد قرر بعض المرشحون تعليق حملاتهم الانتخابية بسبب الحادث. عدم تعليق الحملة الانتخابية كانت “المقاومة الأخلاقية والفكرية والعاطفية” على حد قول جون لوك ميلونشون.
من الأشياء التي لوحظت في الحملة أيضا وهي ارتفاع مؤشرات مرشح جبهة اليسار جون لوك ميلونشون في استطلاعات الرأى حيث حقق ارتفاع ملحوظ حين صعد من 6% في يناير اللا 17% قبل المرحلة الأولى باسبوعين. إن الشعبية المتزايدة لجون لوك ميلونشون قد تظهر في نجاح لقائاته الانتخابية:120000 شخص في 18 مارس بميدان الباستيل بباريس ، ثم 70000 شخص في 5 أبريل بميدان الكابيتول بتولوز ، ثم 120000 في 14 أبريل على شواطئ البرادو بمارسيليا. الجدير بالذكر ان جون لوك ميلونشون هو الأكثر شعبية على شبكات المواقع الاجتماعية على الإنترنت حسب التقارير الإسبوعية ل“أوروبا1”.
في 15 أبريل، نيكولا ساركوزى وفرنسوا هولاند حضرا في باريس للقاء انتخابى وقد حقق كل منهم نسبة حضور تزيد عن ال 100,000 شخص.

#### تمويل الحملات الانتخابية
يتم تمويل الانتخابات إما عن طريق تمويل عام أو تمويل خاص.التمويل العام ينظمه القانون الأساسي رقم 62-1292 الصادر في 6 نوفمبر/تشرين الثاني 1962، المعدّل في 5 أبريل/نيسان 2006 بواسطة القوانين الأساسية المعنية بتمويل الأحزاب السياسية والصادرة في أعوام 1988 و1990 و1995. أما التمويل الخاص فيتم عن طريق أشخاص أو المؤسسات أو الأحزاب التي ينتمي إليها المترشحون. سيتطيع الأفراد بالتبرع بمبلغ لا يتجاوز 4574 يورو. كما يجب أن تقدم أي قيمة نقدية تزيد على 152.5 بواسطة شيك مصرفي. في عام 1995، تم منع أي هبات مالية مقدمة من جانب الشركات الخاصة.
يجب كل مرشح أن يفتح حساباً مصرفياً خاصاً بحملته الانتخابية والهدف منه هو توضيح مصدر الأموال المودعة فيه وطبيعة ألأموال التي تصرف من الحساب. لا يُسمح للمرشح إدارة هذا الحساب بصورة شخصية، إنما يجب عليه توكيل وسيطاً ماليا للتصرف لإي أموال الحساب. يوضع الحساب تحت تصرف المجلس الدستوري خلال الشهرين التاليين على الجولة الثانية، إن وجدت، من الانتخابات من أجل التحقق من شرعية الأموال المودعة فيه.
يضع القانون الفرنسي حدا فيما يتعلق بحجم تمويل الحملة الانتخابية. بالنسبة لمرشحي الدور الأول لا يجب تمويل الحملة أن يتجاوز 13.7 مليون يورو بينما لا يستطيح مرشحا الدور الثاني تجاوز حاجز 18.3 مليون يورو. تقوم الدولة بإعادة 1/20 من أموال تمويل الحملة للمرشحون وتقوم الدولة منذ سنة 2001 برد نصف أمول الحملة للمرشحون الحاصلين على نسبة تزيد عن الـ5% من الأصوات في الجولة الأولى. ولا يمكن لهذه التعويضات أن تتجاوز قيمة المصروفات التي أعلن عنها المرشحين.
يجب على المرشحون الذين تتجاوز مصاريف حملتهم السقف المحدد من قبل القانون دفع المبلغ الذي تم تجاوزه لللخزانة العامة. وتجدر الإشارة بأن المخالفة المالية لا تؤدي إلى خروج المخالفين من السباق الرئاسي.

##### تمويلات الحملات في 2012
في 31 يوليو 2012، نشرت الجريدة الرسمية الأموال التي صرفتها كل حملة حسب اللجنة الوطنية لحسابات الحملات والتمويلات السياسية:
- فرنسوا أولاند: 21 769 895 يورو
- نيكولا ساركوزي: 21 339 664 يورو
- جون لوك ميلونشون: 9 514 317 يورو
- مارين لوبن: 9 095 908 يورو
- فرانسوا بايرو: 7 042 962 يورو
- ايفا جولى: 1 812 947 يورو
- نيكولا ديبون اينون: 1 237 636 يورو
- ناتالى ارتو: 1 022 159 يورو
- فيليب بوتو:824 097 يورو
- جاك شيميناد: 498 674 يورو

### المرحلة الأولى
يجرى الانتخاب يوم الأحد 22 أبريل 2012، إن المواعيد المقررة لفتح صندوق الاقتراع في هذا اليوم تختلف من محافظة إلى أخرى: المواعيد العامة تكون من الثامنة صباحا وحتى السادسة مساء، يمتد إغلاق الصناديق للثامنة مساء في المحافظات الكبيرة. يدخل هذا السباق عشرة مرشحون وكانت نسبة الحضور للتصويت 80% من الشعب الفرنسي وكانت النتائج كالآتى:
- فرانسوا هولاند عن الحزب الاشتراكي (فرنسا) 28.63٪ حيث صوت له 705 272 10 من مجموع 209 883 35.
- نيكولا ساركوزي عن الاتحاد من أجل حركة شعبية 27.18٪ حيث صوت له 629 753 9 من مجموع 209 883 35.
- مارين لوبان عن الجبهة الوطنية 17.90٪ حيث صوت لها 426 421 6 من مجموع 209 883 35.
- جان لوك ميلونشون عن جبهة اليسار 11.10٪ حيث صوت له 822 984 3 من مجموع 209 883 35.
- فرنسوا بايرو عن الاتحاد من أجل الديمقراطية الفرنسية 9.13٪ حيث صوت له 122 275 3 من مجموع 209 883 35.
- إيفا جولي عن حزب بيئة أوروبا (الخضر) 2.31٪ حيث صوت لها 345 828 من مجموع 209 883 35.
- نيكولا ديبون إينون عن الجمهورية الدائمة 1.79٪ حيث صوت له 907 643 من مجموع 209 883 35.
- فيليب بوتو عن الحزب الجديد المضاد للرأسمالية 1.15٪ حيث صوت له 160 411 من مجموع 209 883 35.
- ناتالي أرتو عن النضال العمالي 0.56٪ حيث صوت لها 548 202 من مجموع 209 883 35.
- جاك شيميناد عن حزب التضامن والتقدم 0.25٪ حيث صوت له 545 89 من مجموع 209 883 35.

لأول مرة في التاريخ، لم يتربع الرئيس على قمة المرحلة الأولى بل جاء في المركز الثاني على غير العادة. كان رواد الإنترنت يستخدمون الرسائل القصيرة المشفرة على المواقع الاجتماعية وخاصة موقع تويتر لتجنب دفع الغرامة التي قد تصل إلى 75,000 يورو لإعلان النتائح الأولية التي يمنعها القانون الفرنسي.
استغلت بعض الشركات الانتخابات الرئاسية الفرنسية 2012 في الترويج لمنتجاتهم مثل شركة البقرة الضاحكة وجمعية «حق الموت بكرامة» وغيرها عن طريق تحريف شعارات المرشحين لكى تتناسب مع عرضهم للفكرة.

### المرحلة الثانية
الدور الثاني من الانتخابات الفرنسية سيقام في 6 مايو 2012 والذي وصل له كل من نيكولا ساركوزي وفرنسوا هولاند.
أظهرت النتائج للدورة الثانية من الانتخابات الرئاسية الفرنسية فوز المرشح الاشتراكي فرانسوا هولاند بـ 51.9 بالمئة وهزيمة منافسه الرئيس المنتهية ولايته نيكولا ساركوزي والذي حصل 48.1 بالمئة حسب مركز الاستطلاع «ايبسوس». ووصلت نسبة الامتناع إلى 18,5% تقريبا.و قد تسلم هولاند السلطة رسميا في 15 مايو 2012 من الرئيس المنتهية ولايته ساركوزى.
وكانت بعض ردود الأفعال حول فوز فرانسوا هولاند في فرنسا كالآتى:
- لوران فابيوس وزير سابق:«أنا سعيد جداً. انتظرت هذا اليوم منذ 15 سنة.»
- كورين لوباج وزيرة:«إذا اقترح لي هولاند منصبا في الحكومة المقبلة سأتقبله. لقد رفضت مساندة ساركوزي.»
- فرانسوا هولاند:«اليوم هو تاريخ كبير بالنسبة لأوروبا، وأشكر الجميع.»
- جليان دري صديق فرانسوا هولاند:«ساركوزي لم يعطِ أهمية لهولاند وعاناه باحتقار. هناك رغبة لطي صفحة الماضى.»
- فرانسوا هولاند: «أشكر منطقة الكوريز التي أعطتني كل شيء، وأشكر مدينة تول، إنني في خدمة فرنسا وإنني مستعدا منذ اللحظة لإنجاح التغيير.»
- فاليري بيكريس تهنئ فرانسوا هولاند على فوزه في الانتخابات الرئاسية.
- ناتالي كوسيسكو موريزي تحمل مسؤولية هزيمة نيكولا ساركوزي إلى مارين لوبان.
- أجواء احتفالية في مترو الإنفاق بباريس.[29][30]
- آلاف المناصرين من الحزب الاشتراكي يحتفلون بفوز هولاند امام مقر الحزب بباريس.[31]
- الحزب الاشتراكي اليمني يهنئ الفرنسيين بفوز فرانسوا هولاند في الانتخابات الرئاسية.
- جان لوك ملنشون:«إنني سعيد واليوم يشكل حدثا بالنسبة لأوروبا جميعها.»
- مشاعر الحسرة وخيبة الامل عمت مقر حزب الاتحاد من أجل حركة شعبية في باريس بعد الإعلان عن نتائج الانتخابات الرئاسية.
- أعربت سيغولين رويال عن سعادتها الشديدة وردا على سؤال للقناة الثانية في التلفزيون الفرنسي قالت رويال «بإمكان الفرنسيين أن يثقوا به».
- تحدث الرئيس الفرنسي نيكولا ساركوزي عن مسار «مختلف» له في المستقبل ملمحا إلى انسحابه من الحياة السياسية.

وقال ساركوزي امام انصاره في باريس ان «حقبة أخرى تبدا، في هذه الحقبة الجديدة سابقى واحدا منكم شخصا تستطيعون الاعتماد عليه للدفاع عن افكارنا وقناعاتنا لكن موقعي لا يمكن ان يبقى كما هو... والتزامي سيكون مختلفا».
واضاف «بعد 35 عاما في العمل السياسي وعشر سنوات في اعلى مستويات المسؤولية السياسية وخمس سنوات على راس الدولة فان التزامي سيكون من الآن فصاعدا مختلفا».

## المرشحون
| المرشحون   | المرشحون    | المرشحون         | المرشحون           | المرشحون       |
| ---------- | ----------- | ---------------- | ------------------ | -------------- |
| إيفا جولي  | جاك شيميناد | جون لوك ميلونشون | فرانسوا بايرو      | فرنسوا أولاند  |
| فيليب بوتو | مارين لوبان | نتالي أرتو       | نيكولا ديبون أينون | نيكولا ساركوزي |

## الحملات الانتخابية

### فرنسوا أولاند (الرئيس الفائز)

#### الانتخابات التمهيدية للحزب الاشتراكي
- أعلن الحزب الاشتراكي عن برنامجه الانتخابي رسميا في 5 أبريل 2011.[32] وهو البرنامج الذي انتقده الرئيس ساركوزى خاصة المتعلق بالقدرة الشرائية للعمال والطاقة النووية.[33]
- أعلن الرئيس الفرنسي السابق جاك شيراك تأييده في 13 يونيو 2011 للمرشح فرنسوا أولاند.[34]
- تقدم فرنسوا أولاند على مارتين اوبرى في الجولة الأولى لانتخابات الحزب الاشتراكي التمهيدية التي أقيمت في 9 أكتوبر 2011.[35] واستعدادا للجولة الثانية، دعت مارتين اوبرى إلى بناء يسار قوى قادر على التصدي لليمين الصلب موضحة الفرق بينها وبين فرنسوا أولاند.[36] ثم حازت على دعم دومينيك سترس خان الذي كان قد خسر في الجولة الأولى.[37] ومن جانبه، نال فرنسوا أولاند تأييد سيغولين رويال[38] التي صرحت بأنه يمتلك شرعية كبيرة.[39]
- كما نال تأييد ارنو مونتبور.[40] ثم حسم فرنسوا أولاند انتخابات الحزب الاشتراكي في 16 أكتوبر 2011 بالفوز على مارتين اوبرى التي أثنت على فوزه.[41] وبذلك أصبح أولاند ممثلا للحزب في انتخابات الرئاسة.
- سخر ساركوزى من انتخابات الحزب الاشتراكي قائلًا في 11 أكتوبر 2011 «إن الجنرال دى جول أسس الجمهورية الخامسة لتكون الانتخابات من مرحلتين وليس من أربعة مراحل» مشيرا إلى أن ذلك يتعارض مع النظام الجمهوري.[42]

#### حملة أولاند الانتخابية
- إتخذ فرنسوا أولاند من «الآن يبدأ التغيير» شعارًا لحملته الرئاسية.[43] يدعو فرنسوا أولاند إلى تكثيف التصدي لمرض الايدز.[44] ويدعو إلى الاتحاد من أجل انتعاش الإنتاج.[45] ويؤيد انسحاب القوات الفرنسية من أفغانستان بنهاية عام 2012.[46] كما اقترح حذف كلمة «عرق» من الدستور.[47]
- أعلن برنامجه الانتخابي كاملا يوم 26 يناير 2012.[48]
- أنشأ الحزب الاشتراكي يوم 26 مارس 2012.[49]
- التقى فرنسوا أولاند الرئيس الفلسطيني محمود عباس في 13 ديسمبر 2011.[50][51] ثم زار فال فوريه يوم 21 من ذات الشهر. (Val-Fourré).[52] ثم زار فالنس ومارسيليا يومي 13 و 14 مارس 2012.[53]
- ثم إلقاء القبض على مواطن في 19 يناير 2012 لتهديده فرنسوا أولاند بالقتل.[54] كما اعتدت امرأة على فرنسوا أولاند بإلقاء الدقيق عليه أثناء خطابه الذي ألقاه يوم 1 فبراير 2012 في مؤسسة (Abbé Pierre).[55]
- قامت سيغولين رويال في 8 فبراير 2012 بعمل حملة لفرنسوا أولاند في مارسيليا.[56] كما رافقته أيضا يوم 4 أبريل 2012 في ندوته المنعقدة في مدينة ران.[57]
- رفض فرنسوا أولاند يوم 9 أبريل 2012 حديث صحفى مع جريدة الفيجارو.[58]

### نيكولا ساركوزى
- يرفض نيكولا ساركوزى انتخاب فرنسيو الخارج في الانتخابات المحلية.[59] ويعتبر أن الطاقة النووية هي المصلحة العليا لفرنسا.[60] ولا ينوي لإغلاق مركز (Fessenheim) النووي ويقوم دائما بتدعيمه.[61]
- ركب نيكولا ساركوزى الترام يوم 5 ديسمبر في وقت الذروة.[62] ولأول مرة منذ 2007، ركب نيكولا ساركوزى يوم 23 فبراير 2012 القطار.[63]
- اقترح كلود جيان في 17 يناير 2012 على نيكولا ساركوزى ترشحه رسميا في مارس.[64] أعلن نيكولا ساركوزى ترشحه رسميا لانتخابات الرئاسة في يوم 15 فبراير 2012.[65] ثم عقد أولى ندواته في (Annecy) وذلك في اليوم التالي لإعلانه الترشح رسميا.[66] ثم عقد ندوته الثانية في مارسيليا يوم 19 فبراير.[67]
- استقالت ناتالى موريزيه من وزارة البيئة في 22 فبراير 2012 لتكون المتحدث الرسمي لحملة نيكولا ساركوزى.[68]
- نددت كل من ايفا جولى وناتالى ارتو ببرنامج نيكولا ساركوزى حول البطالة.[69]
- بعد مساندةأنغيلا ميركل ل نيكولا ساركوزى، أعلن فرانسوا هولاند أنه لا ينتظر مساندة من أحد سوى الشعب الفرنسي.[70]
- أيد المزارعين نيكولا ساركوزى لفترة رئاسية ثانية.[71]
- تم إلقاء القبض على أحد المواطنين في 29 فبراير 2012 لتهديده نيكولا ساركوزى بالقتل قبل ذهابه إلى بوردوه.[72]
- وعد نيكولا ساركوزى باعتزال السياسة في حالة خسارته الانتخابات الرئاسية.[73]
- زار نيكولا ساركوزى لامارن في 15 مارس 2012.[74]
- وعد نيكولا ساركوزى بعدم زيادة الضرائب بعد الانتخابات.[75]

### مارين لو بن
- مارين لو بن تسافر إلى إيطاليا في 14 مارس 2011 لإثارة مشكلة تزايد الهجرة غير الشرعية.[76]
- قدمت مارين لو بن في يوم 19 نوفمبر 2011 مشروعها «من أجل دولة قوية».[77] وناقشت إعادة تطبيق حكم الإعدام على قاتلي أطفال فرنسا.[78]
- في 7 فبراير 2012، وصلت مارين لوبن (l'île de la Réunion) وسط أصوات الاستهجان واللافتات المعادية وبعض المؤيدين.[79]
- رفضت مارين لوبن في 16 فبراير 2012 عقد مناظرة بينها وبين جون لوك ميليونشون بعد موافقة الأخير.[80] ورفضت الصدام مع جون اوك ميلونشون بعد أن هاجمها الأخير واصفًا إياها «بالأقبح من النظام السابق».[81] ولكنهما ألتقيا في مناظرة في 23 فبراير 2012.[82]
- حصلت مارين لوبن في 13 مارس 2012 على ال 500 توقيع اللازمون لترشحها رسميًا لسباق الرئاسة.[83]

### ايفا جولى
- أعلن نيكولا هيلو، الناشط في المجال البيئي، ترشحه رسميا لانتخابات الرئاسة في 13 أبريل 2011.[84] ولكنه خسر في 11 يوليو 2011 امام ايفا جولى في انتخابات البيئيون لتمثل جولي البيئيون في الانتخابات الرئاسة الفرنسية.[85]
- تعرضت ايفا جولي للنقد من جانب «اتحاد الحركة الشعبية» و«الجبهة الوطنية» بسبب ازدواج الجنسية.[86] كما تم توجيه النقد لاقتراحاتها الخاصة بالإجازات في أعياد اليهود والمسلمين.[87]
- استقبلت ايفا جولى في 1 فبراير 2012 رسائل تهديد بالقتل عبر بريدها الإلكتروني.[88]
- ساندت ايفا جولى في 18 فبراير 2012 اليونانيون أمام السفارة الفرنسية في أثينا.[89]
- قدمت ايفا جولى 639 توقيع للمجلس الدستوري يوم 15 مارس 2012.[90]
- غادرت ايفا جولى يوم 2 أبريل 2012 المستشفى إثر إصابتها في الرأس نتيجة سقوطها على سلم داخل سينما في باريس.[91]
- عرضت ايفا جولى على فرانسوا هولاند في 9 أبريل 2012 أن تكون وزيرة العدل في عهده.[92]

### فرانسوا بايرو
- صرح فرانسوا بايرو في 22 نوفمبر 2011 أنه سيعلن ترشحه لسباق الرئاسة في النصف الأول من شهر ديسمبر.[93] رفض فرانسوا بايرو في 21 ديسمبر 2011 دعوة نيكولا ساركوزى للذهاب لمدفن فاكلاف هافل بالطائرة الرئاسية وسيلتحق بالوفد.[94]
- أعلن حزب الاتحاد من اجل حركة شعبية في 9 يناير 2012 أمنيته في تحالف فرانسوا بايرو مع اليمين.[95]
- اتخذ فرانسوا بايرو من «لا شئ يعوق الدولة المتحدة» شعارا لحملته الانتخابية.[96] وكشف عن مشروعه التعليمي في 4 فبراير 2012.[97] وقد حذر فرانسوا بايرو من إمكانية انتقال الوضع في اليونان إلى فرنسا.[98]
- وقع كل من فرانسوا بايرو وايفا جولى وجون اوك ميلونشون وفرانسوا هولاند في 1 فبراير 2012 على «العقد الاجتماعى» لمؤسسة (Abbé Pierre).[99]
- دعا فرانسوا بايرو في 5 مارس 2012 البرلمان لترشيح وزير العدل.[100]

### ناتالى ارتو
- جمعت ناتالى ارتو 521 توقيع يوم 7 مارس 2012 لتتخطى حاجز ال 500 توقيع المطلوبون لتصبح مؤهله لخوض الانتخابات.[101]

### جاك شيميناد
- جمع جاك شيميناد 538 توقيع في 8 مارس 2012 ليدخل سباق الرئاسة رسميًا.[102]
- شبه شيمناد سياسة الرئيس الأمريكي باراك اوباما بسياسة الزعيم النازي أدولف هتلر.[103]

### فيليب بوتو
- نجح فيليب بوتو يوم 13 مارس 2012 في جمع ال 500 توقيع اللازمون لترشحه الرسمي للانتخابات.[104]

### جون لوك ميلونشون
- تبنى الحزب الشيوعي جون لوك ميلونشون مرشحا لرئاسة الجمهورية في 7 يناير 2011.[105] دعا ميلونشون مرشحين اليسار في 26 أكتوبر 2011 لعقد ندوة عن الطاقة النووية.[106]
- هاجم جون لوك ميلونشون المرشحة مارين لوبن ووصفها بالأقبح من النظام السابق وذلك بعد رفضها عقد مناظرة معه.[107] ولكن ألتقيا الاثنين في مناظرة بينهما في 23 فبراير 2012.[82]
- زار جون لوك ميلومشون الباستيل في 18 مارس 2012.[108]

## آخرون
- رئيس الوزراء السابق دومينيك دى فيليبان يؤكد يوم 2 يونيو 2011 ترشحه للرئاسة ويعلن تأييده لفرانسوا بايرو وجون لويس بورلو.[109] ثم أعلن ترشحه رسميا لرئاسة الجمهورية في 11 ديسمبر 2011.[110] ودعاه اتحاد الحركة الشعبية للانسحاب.[111] دعا دي فيليبان لإعلان حالة الطوارئ في 20 ديسمبر 2011.[112]

قدم مسئول من حركة دومينيك دى فيليبان استقالته في 22 ديسمبر 2011.
في 5 مارس 2012، كان دى فيليبان يبحث عن 80 توقيع ليدخل منافسة الرئاسة.
- كورين لو باج أعلنت ترشحها لانتخابات الرئاسة في 4 أكتوبر 2011.[115] وتعتبر كورين لو باج الطاقة الذرية مكلفة وخطيرة.[116] اتهمت لوباج المرشحة ايفا جولى في 24 فبراير 2012 بعدم المصداقية في مجال البيئة.[117]
- ترشح هيرفى مورين رسميا للرئاسة في 27 نوفمبر 2011 ويدعو لبناء جمهورية مثالية.[118]
- لاعب كرة القدم الفرنسي اريك كانتونا يبحث عن ال 500 توقيع ليدخل في سباق الرئاسة.[119]
- فيليب بوتو غير مطمئمن لحصوله على 438 فقط من ال500 توقيع وذلك يوم 27 فبراير 2012.[120] وفي 26 فبراير 2012, جمع فيليب بوتو 465 من ال500 توقيع المطلوبين لتأهله لسباق الرئاسة.[121]

## مرشحون منسحبون
- جون بيير شيفينمين: أعلن جون بيير شيفينمين نيته الترشح للرئاسة ولكنه كان في حاجة إلى ال 500 توقيع في نوفمبر 2011.[122] يدعو جون بيير شيفينمون إلى استخدام الطاقة النووية والابتعاد عن أيدلوجية الخوف.[123] أعلن جون بيير شيفينمين انسحابه من سباق الترشح في 1 فبراير 2012.[124] وصف فرانسوا هولاند انسحابه بالحكيم.[125] وقد انضم لحملة فرانسوا هولاند بعد انسحابه مباشرة.
- مارتين اوبرى: مرشحة الحزب الاشتراكى والتي اقصيت في المرحلة الثانية لانتخابات الحزب امام فرانسوا هولاند.
- جون ميشيل بايلت: رئيس الحزب الراديكالى لليسار والذي قد أقصى في المرحلة الأولى لانتخابات الحزب الاشتراكى.
- اوليفيي باسانسينو: المتحدث الرسمي لالحزب الجديد ضد الرأسمالية ومرشح رئاسى لعام 2002 و 2007.
- جون لويس بورلو: رئيس الحزب الراديكالى ووزير سابق.
- كرستين بوتان: رئيسة الحزب المسيحي الديموقراطى وووزيرة سابقة ومرشحة رئاسية في 2002.
- نيكولا هيلو: مرشح الحزب البيئي وقد أقصى في انتخابات الحزب امام ايفا جولى.
- آلان جوبى: رئيس وزراء سابق. انسحب لصالح نيكولا ساركوزى.
- كارل لانج: رئيس حزب فرنسا وعضو في اتحاد اليمين الوطني. لم يستطع جمع التوقيعات المطلوبة.
- كورين لوباج: رئيس cap21 ومرشحة رئاسية في 2002.
- باتريك لوزيه: لم يستطع جمع التوقيعات اللازمة.
- نيكولا ميجيه: لم يستطع جمع التوقيعات اللازمة.
- ارنو مونتبور: تم اقصاءه في المرحلة الأولى لانتخابات الحزب الاشتراكى.
- هيرفى مورين: رئيس «المركز الجديد» واعلن انسحابه 22 فبراير 2012 لصالح نيكولا ساركوزى.
- فريدريك نيهوس: مرشح رئاسى في 2007. أعلن انسحابه في 22 فبراير 2012 لصالع نيكولا ساركوزى.
- سيغولين رويال: مرشحة رئاسية في 2007. تم اقصائها في المرحلة الثانية لانتخابات الحزب الاشتراكى امام فرنسوا هولاند.
- جيرارد شيفاردى: مرشح رئاسى في 2007 واعلن تراجعه عن قرار الترشح في 2 سبتمبر 2011.
- دومينيك ستروس خان: استبعد بسبب حكم قضائي واتهامه بالاعتداء الجنسى.
- مانويل فالس: تم اقصاءه في المرحلة الأولى من انتخابات الحزب الاشتراكى.
- دومينيك دى فيليبان: رئيس وزراء سابق ورئيس حزب الجمهورية التضأمنية. لم يستطع جمع التوقيعات اللازمة.[126]
- رشيد نكاز: لم يتجاوز الانتخابات التمهيدية داخل حزبه.

## استطلاعات الرأي
- استطلاع رأى في 10 يونيو 2011 يسفر عن تقدم الاشتراكى هولاند على ساركوزى.[127]
- إحصائيات نشرت في 31 أكتوبر 2011 تكشف تقسيم وضعف اليمين في فرنسا قبل 2012.[128]
- ثلث الفرنسيين على وفاق مع أفكار الجبهة الوطنية بحسب استطلاع للرأي نُشر في 12 يناير 2012.[129]
- استطلاع رأي نُشر في 13 مارس 2012 يظهر للمرة الأولى تقدم نيكولا ساركوزى على فرانسوا هولاند.[130]

## ردود الأفعال العالمية عقب إعلان النتيجة

### ردود الأفعال في أوروبا
- هنأ خوسيه مانويل دوراو باروسو رئيسالمفوضية الأوروبية فرانسوا أولاند على فوزه بالانتخابات وأضاف انه يراهن على إنعاشه للاقتصاد الاوروبى".[131]
- ذهب رئيس وزراء بلجيكا إلى فرنسا ليلة إعلان النتائج للمشاركة في فعاليات فوز فرنسوا أولاند.
- - وصف الوزير الفيدرالى الليبرالى الألمانى للشئون الخارجية غيدو فيسترفيله الانتخابات «بالحدث التاريخى» وأعلن أن الحكومتين الفرنسية والألمانية سوف تعملان معا على خطة للتنمية.[131][132]
  - أجرت مستشارة الاتحاد الألماني أنغيلا ميركل - التي كانت تدعم نيكولا ساركوزي - مكالمة هاتفية مع الرئيس الفرنسي فرانسوا أولاند ليلة إعلان النتائج وقد توصلوا للسعى لإقامة تعاون وثيق يقوم على الثقة بين البلدين.[131] رحبت أنغيلا ميركل أيضا بالرئيس الفرنسي الجديد بدعوته لزيارة ألمانيا.[132]
- أعلنت رئيسة الوزراء الدنماركية هله تورنينغ شميت عن عزمها إنشاء علاقة تعاون «مفيدة ومقربة» مع فرنسوا أولاند من أجل العمل والتنمية في أوروبا.[132]
- أشاد رئيس الوزراء الإسباني ماريانو راخوي بفوز الاشتراكى فرانسوا أولاند واعرب عن اقتناعه بأن مدريد وباريس سوف يكون لهما علاقة مثمرة على الصعيد الدولي والاوروبى.[132]
- هنأ رئيس الوزراء الايرلاندى إندا كينى الرئيس الفرنسي فرنسوا أولاند على فوزه بالانتخابات [132] متمنيا إعلاء التنمية على التقشف.[131][132]
- أعلن ماريو مونتي عن رغبته في التعاون مع فرنسا خاصا في الإطار الاوروبى في رسالة تهنئة تليفونية للرئيس الفرنسي الجديد [132] متمنيا اتحاد أكثر فعالية نحو التنمية.[131]
- أعرب رئيس الوزراء الليبرالى البرتغالى بيدرو باسوس كويلهو عن تمنباته بالنجاح للرئيس الاشتراكي الجديد.[132]
- هنأ رئيس الوزراء البريطانى ديفيد كاميرون فرانسوا أولاند [132] وأعرب عن تشوقه للعمل معه وإنشاء علاقة قوية بينهما.[131]

### ردود الأفعال في أندورا
بانتخاب رئيس الجمهورية الفرنسية، قام الشعب الفرنسي بانتخاب أحد رئيسي الإمارة السيادية المجاورة أندورا أيضا. أرسل رئيس الوزراء الأندورى أنتونى مارتى تهنئته لفرنسوا أولاند معربا عن ثقته في استمرار العلاقات بين أندورا وفرنسا والتي وصفها بالممتازة وعن ثقته في إدراك فرنسوا أولاند لدوره كنائب لأمير أندورا. من جهته، رأى المعارض الأندورى جوم بارتيمو في فوز فرنسوا أولاند بداية رجوع الديمقراطية الاشتراكية في أوروبا 

### ردود الأفعال في أمريكا الشمالية
- إتصل رئيس الوزراء الكندى ستيفن هاربر هاتفيا بالرئيس فرنسوا أولاند لتهنئته بالفوز والاتفاق على اللقاء القريب.[132]
- أثنى رئيس وزراء الكيبك جان شاريه على فوز فرنسوا أولاند شاكرا الرئيس المنتهية ولايته نيكولا ساركوزي على اهتمامه بالإمارة الفرانكفونية الكندية.[132]
- إتصل الرئيس الأمريكي باراك أوباما بنظيره الفرنسي لتهنئته ودعوته للبيت الأبيض قبل قمم مجموعة الثماني والناتو.[131][135] أضاف المتحدث الرسمي باسم البيت الأبيض جاى كارنى أن الرئيس باراك أوباما ينوى العمل بشكل وثيق مع فرانسوا أولاند وحكومته على مجموعة من الملفات الصعبة المتعلقة بالإقتصاد والأمن.[132]

### ردود الأفعال في أمريكا الجنوبية
- ديلما روسيف: قامت رئيس البرازيل بتهنئة فرنسوا أولاند وأثنت على اقتراحاته لمواجهة الأزمة الأوروبية.[132]
- خوان مانويل سانتوس: هنأ الرئيس الكولومبى فرنسوا أولاند وأعرب عن أمنياته تشكيل علاقة قوية بين البلدين.[132]
- هوجو شافيز: أعلنت وزارة الخارجية الفنزويلية عن تهنأة الرئيس الفنزويلى لفرنسوا أولاند عن «انتصاره الواضح».[132]

### ردود الأفعال في أفريقيا
- جاكوب زوما: هنأ الرئيس الجنوب افريقى فرنسوا أولاند ورأى في هذا الحدث فرصة لتقوية العلاقات بين البلدين.[132]
- عبد العزيز بوتفليقة: هنأ الرئيس الجزائرى فرنسوا أولاند وتمنى له النجاح في تخطى الصعوبات والضغوط الكبيرة التي تواجهه.[132]
- الملك محمد السادس: هنأ ملك المغرب فرنسوا أولاند متمنيا له النجاح في عمله.[132]

## وصلات خارجية
- موقع حملة جبهة اليسار.
- موقع ايفا جولى 2012
- موقع جاك شيميناد
- موقع جون لوك ميلونشون
- موقع فرانسوا بايرو
- موقع فرانسوا هولاند
- موقع فيليب بوتو
- موقع مارين لو بن
- موقع ناتالى ارتو
- موقع حزب النضال العمالى
- موقع نيكولا ديبون اينون
- موقع حزب انهضى ايتها الجمهورية
- موقع حملة نيكولا ساركوزى 2012
- موقع حزب اتحاد من اجل حركة شعبية
- موقع حزب الخضر (البيئيون)
- موقع حزب حركة ديموقراطية
- موقع حزب التضامن والتقدم